# Xeronema
Xeronema Brongn. & Gris, 1864 è un genere di piante angiosperme dell'ordine Asparagales, unico genere della famiglia Xeronemataceae M.W.Chase et al., 2000.

## Distribuzione e habitat
Il genere è diffuso in Nuova Caledonia e Nuova Zelanda.

## Tassonomia
Il genere comprende le seguenti specie:
- Xeronema callistemon W.R.B.Oliv.
- Xeronema moorei Brongn. & Gris

In passato il genere Xeronema  era incluso nella famiglia delle Liliacee. Dahlgren et al. (1985) ne hanno proposto lo spostamento nella famiglia Phormiaceae ma successivi studi di filogenetica molecolare basati sul sequenziamento del DNA, ne hanno suggerito il posizionamento in una famiglia a sé stante (Xeronemataceae).